# Zachi Noy

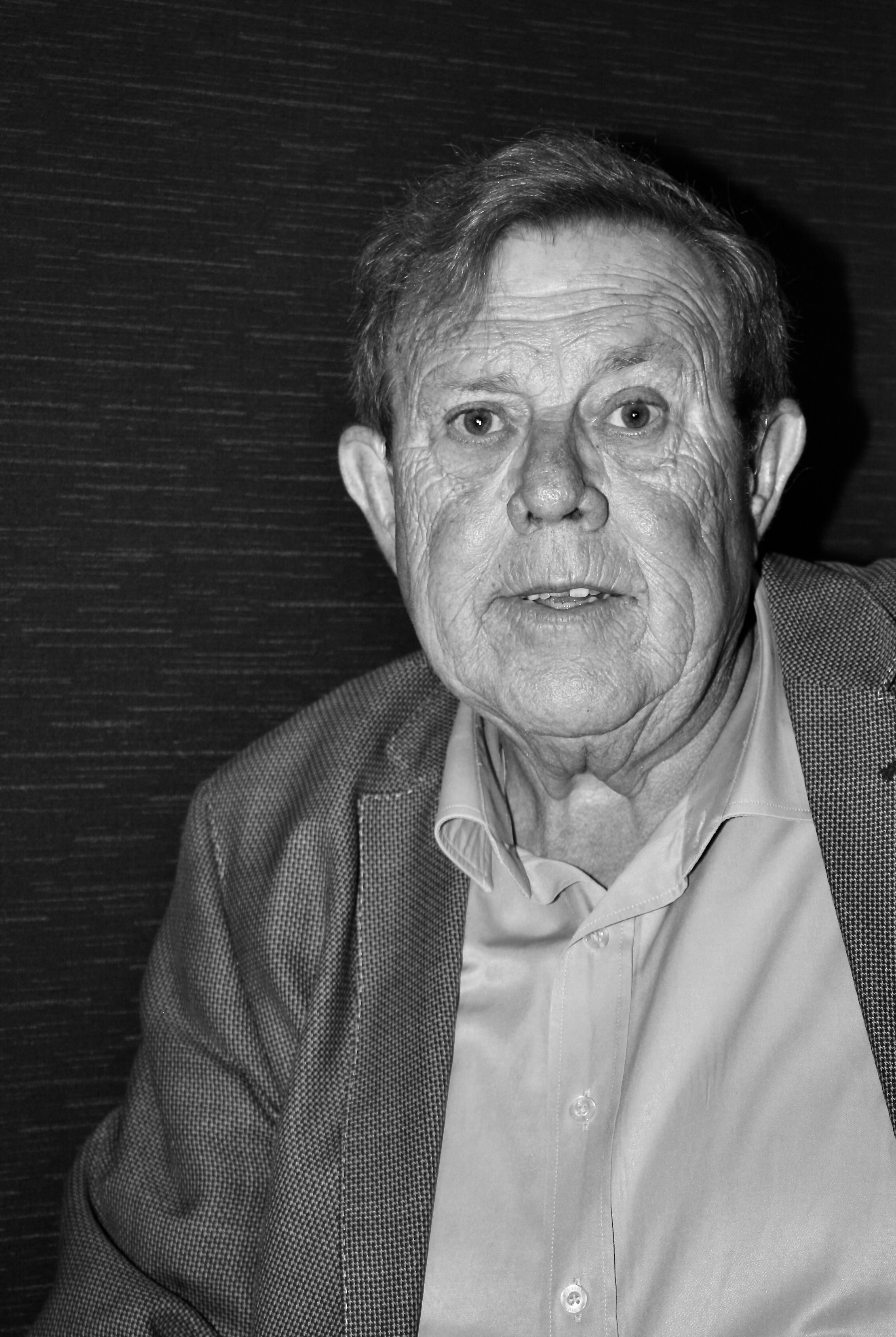
Zachi Noy, 2024

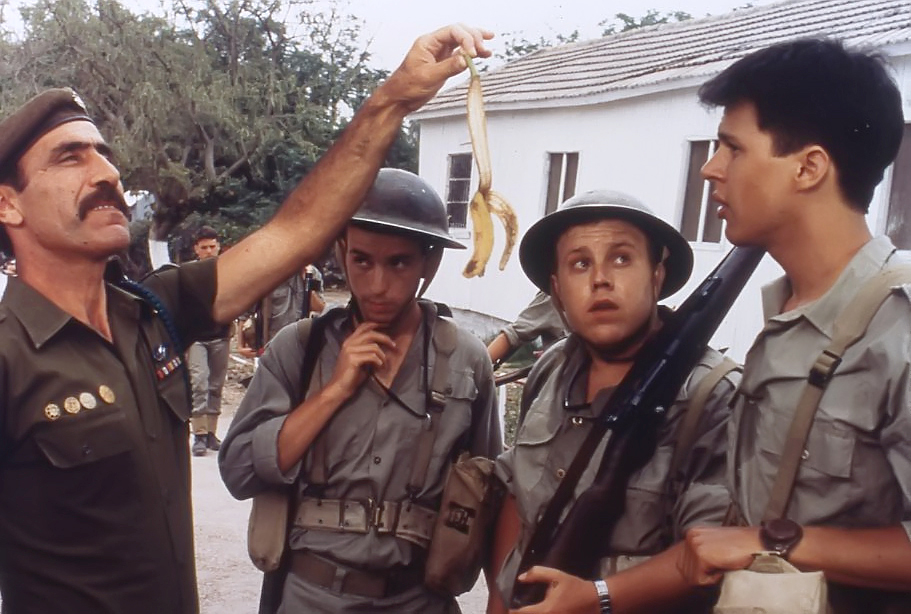
Zachi Noy im Film Eis am Stiel IV – Hasenjagd (3. von links)

Zachi Noy (hebräisch צחי נוי; auch Tsachi Noy, Tzachi Noy, Zacki Noy; * 8. Juli 1953 als Yitzhak Novogruder (יצחק נובוגרודר) in Haifa) ist ein israelischer Schauspieler. Er wurde im deutschsprachigen Raum vor allem durch seine Rolle des Johnny in der achtteiligen Filmreihe Eis am Stiel bekannt.

## Leben
Bereits 1971 zu seiner Armeezeit war Noy als Alleinunterhalter tätig und arbeitete nach der Entlassung aus dem Militär als Entertainer in Varietéshows, Hotels und Nachtclubs. Besonders beliebt waren seine Imitationen bekannter zeitgenössischer israelischer Persönlichkeiten und Künstler. Zusammen mit Eli Gorenstein bildete er das Komiker-Duo Mauer und Turm. 1974 folgte Noys erste Filmrolle in dem Sexfilm Wovon die Frauen träumen – Der Orgasmologe (Ha-Diber Ha-11, 1975, Shlomo Suriano). Der Film, der als erste deutsch-israelische Ko-Produktion gilt, wurde in Israel wegen halbpornografischer Szenen verboten.
Von 1977 bis 1988 spielte Noy in der Eis-am-Stiel-Filmreihe mit. Er wurde in seiner Heimat Israel ein Fernsehstar und gewann für seine Rolle in der Anwaltsserie Ramat Aviv Gimmel mehrere Fernsehpreise. Neben seiner Schauspielkarriere arbeitet Noy als Komiker und macht deutsche Pop-Musik.
Im April 2013 war er in der Prominentenausgabe von Frauentausch auf RTL II zum zehnjährigen Bestehen der Sendung zu sehen. Im November 2016 hatte er in der Sendung Applaus und raus (ProSieben) von Komiker Oliver Polak einen Gastauftritt. Im August 2017 nahm Noy an der fünften Staffel von Promi Big Brother bei Sat.1 teil und schied in der achten Sendung als zweiter Kandidat aus.

## Auftritt in RTL-Show
Zachi Noy nahm im November 2010 an der Show Das Supertalent teil. Er trat in bayerischer Tracht auf, wurde zunächst herzlich vom Publikum empfangen und stellte sich als „der Dicke aus Eis am Stiel“ vor. Unmittelbar nachdem er begonnen hatte, Wenn ich einmal reich wär zu singen, wurde er vom Publikum ausgebuht. Juror Dieter Bohlen fragte daraufhin, wieso Noy es nötig habe, sich vor dem Publikum „zum Affen zu machen“. Später beschwerte sich Noy darüber, wie er von den Produzenten behandelt worden sei. Er sei auf eine ausdrückliche Einladung gekommen und nur vorgeführt worden.

## Sonstiges
Im Dokumentarfilm Eskimo Limon: Eis am Stiel – Von Siegern und Verlierern aus dem Jahr 2018 wurde ausgeführt, dass Noy und weitere Darsteller bei den Dreharbeiten zu expliziten Nacktszenen genötigt worden waren. Ferner mussten die Darsteller Demütigungen über sich ergehen lassen. Laut der Doku habe sich Noy nie von seiner Rolle in Eis am Stiel gelöst. 2024 veröffentlichte Noy zusammen mit Martin Hentschel seine Autobiografie mit dem Titel Ich hasse Eis am Stiel: Shalom du pralles Leben!

## Privates
Zachi Noy wohnt in der Nähe von Tel Aviv; er ist verheiratet und hat eine Tochter sowie einen Sohn.

## Filmografie (Auswahl)
- 1973: Liebesgrüße aus der Lederhose
- 1975: Wovon die Frauen träumen – Der Orgasmologe (Ha-Diber Ha-11)
- 1977: Half a Million Back (Hamesh Ma’ot Elef Shahor)
- 1977: Garten der Zuflucht (Ha-Gan)
- 1978: Madman (Camp 708)
- 1978: Das Geheimnis des blinden Meisters (Circle of Iron)[10]
- 1978: Eis am Stiel (Eskimo Limon)
- 1978: Wenn Zachy ins Manöver zieht (Shraga Hakatan)
- 1978: Popcorn und Himbeereis
- 1979: Meine Mutter der General (Imi Hageneralit)
- 1979: Eis am Stiel 2 – Feste Freundin (Yotzim Kavua)
- 1979: Der Magier (The Magician of Lublin)
- 1979: Arabische Nächte
- 1980: Heiße Kartoffeln
- 1981: Eis am Stiel 3 – Liebeleien (Shifshuf Naim)
- 1981: Ninja, die Killer-Maschine (Enter the Ninja)
- 1981: Laß laufen, Kumpel
- 1983: Eis am Stiel 4 – Hasenjagd (Sapiches)
- 1983: Die unglaublichen Abenteuer des Guru Jakob
- 1983: Eis am Stiel IV – Hasenjagd 2 (Sababa)
- 1984: Eis am Stiel 5 – Die große Liebe (Roman Za’ir)
- 1984: Der Ambassador
- 1985: Eis am Stiel 6 – Ferienliebe (Harimu Ogen)
- 1987: Des Kaisers neue Kleider (The Emperor’s New Clothes)
- 1987: Eis am Stiel 7 – Verliebte Jungs
- 1988: Starke Zeiten
- 1988: Eis am Stiel 8 – Summertime Blues (Summertime Blues: Lemon Popsicle VIII)
- 1990: The Day We Met (Neshika Bametzach)
- 1990: Liebesgrüße aus der Lederhose 7 – Kokosnüsse und Bananen
- 1990: Ein Schloß am Wörthersee (Fernsehserie)
- 1991: Time For Cherries (Onat Haduvdevanim)
- 1993: Tobe Hooper’s Living Nightmare (Night Terrors)
- 1994: Kafe V’Limon
- 1994: The Wizard! (Hakosem!) (Video)
- 1994: Ha-Ach Shel Driks (Kurzfilm)
- 1994: On The Edge (Ahare Hahagim)
- 1995: Russian Roulette – Moscow 95
- 1995: Golden Mall Children (Yaldei Kenyon Hazahav)
- 1995: Ha-Mone Dofek (Fernsehserie)
- 1996: Die Kinder des Kapitän Grant (Im Reich der Adler)
- 1997: Kachol Amok (Fernsehserie)
- 1998–2000: Ramat Aviv Gimmel (Fernsehserie)
- 1999: Gisbert (Fernsehserie)
- 1999: Crossclub – The Legend of the Living Dead
- 2000: Lara – Tödliche Eifersucht
- 2001: City Tower (Fernsehserie)
- 2001: Lemon Popsicle: The Party Goes On (Hahagiga Nimshehet)
- 2002: Grace of Truth ('Hessed Shel Emet') (Kurzfilm)
- 2005: Days of Love (Yamim Shel Ahava)
- 2007: Der kleine Verräter (The Little Traitor)
- 2008: Concluder (Maftir)
- 2011: Mr. Pomerantz
- 2015: Ibiza
- 2015: Deichbullen
- 2016: EuroClub
- 2019: Dr. Karage (Fernsehserie)
- 2023: Manta Manta – Zwoter Teil
- 2023: The 90s – The Revelry (Hilula)